# Digitel
Digitel es una de las principales empresas de servicios de telecomunicaciones en Venezuela, cuya sede principal está ubicada en la ciudad de Caracas. Cuenta con 21 Centros de Atención (CDA), y más de 250 Agentes Autorizados (AA) y Agentes Autorizados Integrales (AAI) en todo el país. Es la segunda operadora en número de usuarios (en orden descendente, entre Movistar y Movilnet), concentrando más del 38 % del total de las líneas telefónicas. Fue la primera en utilizar la tecnología 4G en Venezuela, su número de acceso original es 0412 y desde el año 2025 se estrenó el número de acceso 0422. Las frecuencias que utiliza son GSM 3G/HSPA+ en 900 MHz y 4G/LTE en 900/1800 MHz.

## Historia
En 1997, el gobierno del presidente Rafael Caldera convocó a tres licitaciones a través de la Comisión Nacional de Telecomunicaciones de Venezuela (CONATEL) para las concesiones de telefonía móvil celular “rural” en igual número de regiones del país. Los ganadores fueron Infonet (Región Zuliana/Región Centro Occidental/Región Andina), Digicel (Región Oriental/Región Guayana/Región Insular) y Digitel (Región Capital/Región Central/Región Llanera). A ninguna de estas empresas se les requirió un pago en efectivo por el derecho a la concesión; por el contrario, los derechos se pagaron mediante el cumplimiento de un exigente programa de dotación del servicio telefónico a toda localidad de 5.000 o más habitantes en cada una de las áreas respectivas.
Dichas concesiones fueron en tecnología GSM (Global System for Mobile Communication) en la banda de 900 MHz, con la visión de dinamizar el entonces incipiente mercado de la telefonía móvil digital. En consecuencia, la empresa Infonet obtiene el permiso de concesión en enero de 1997, la empresa Digicel lo obtiene en enero de 1998 y ese mismo mes Digitel obtiene el permiso.
Digitel nace como un proyecto liderado por el empresario Ibrahim El-Hibri, con una inversión de $800 millones, teniendo como principales aliados, desarrolladores y al mismo tiempo accionistas, diferenciados en sus funciones, en la parte técnica: Norconsult Telematics, LTD de Noruega, Togewa Swissnet, A.G. de Suiza, IBMS LLC de Alemania y Triangle Investment, C.V. de Países Bajos; en la parte comunicacional: Venconsult de Venezuela y Parque Tecnológico Sartenejas de la Universidad Simón Bolívar; y en la parte financiera: BBO Servicios Financieros, Banco Santander Central Hispano S.A. y Latin America Investment Bank Bahamas Limited de Citigroup.
En agosto de 1999, Digitel inicia operaciones comerciales en telefonía rural y en octubre de ese mismo año operaciones comerciales en telefonía móvil, siendo junto con las otras dos operadoras en Venezuela, las únicas en ofrecer tecnología GSM. A finales de ese año, ya tenía 15000 suscriptores activos. Asimismo, en marzo, ya los accionistas de Digitel habían tenido conversaciones con Telecom Italia Mobile (TIM) y otras dos compañías extranjeras, de las cuales no se revelaron los nombres, con el fin de captar los montos requeridos para desarrollar inversiones en Caracas, Valencia y Maracay.
Luego de múltiples negociaciones, en noviembre de 2000, TIM compra el 56,56 % de las acciones de Digitel, por un monto aproximado de $600 millones, de los cuales $111 millones se utilizaron para ampliación de capital de la corporación, equivalente a un 20 % de las acciones y el resto por compra aparte de los activos de los accionistas mayoritarios Venconsult de Venezuela (11,85 %), Banco Santander Central Hispano S.A. (14,85 %) y Latin America Investment Bank Bahamas Limited de Citigroup (9.86 %).

### Digitel TIM
En mayo de 2002, luego de varias disputas legales, Telecom Italia Mobile (TIM) adquiere un 10,55 % de acciones adicionales de dos accionistas minoritarios a través del banco de inversión JP Morgan, cliente de TIM, por un monto de $24,7 millones. Estos accionistas fueron BBO Servicios Financieros (9.99 %) y Parque Tecnológico Sartenejas de la Universidad Simón Bolívar (0,56 %), para obtener un total de 67,11 % de las acciones de la telefónica, cambiando así su imagen corporativa y su nombre a Digitel TIM.
En abril de 2004, y luego de tormentosas e interminables disputas judiciales con varios accionistas minoritarios, TIM llega a un acuerdo con estos, comprando el resto de las acciones, equivalentes a un 32,89 % por un monto de $110 millones. Dichas acciones estaban en manos de Norconsult Telematics, LTD (1 %), Togewa Swissnet, A.G. (3,32 %), IBMS LLC (1,39 %), Triangle Investment, C.V. (2,78 %) y Santusa Holding, S.L. (5,47 %), junto con el resto de las acciones de Venconsult de Venezuela (16,04 %), Banco Santander Central Hispano S.A. (0,03 %) y Latin America Investment Bank Bahamas Limited de Citigroup (2,86 %), para obtener el control total de Digitel y volver a cambiar su imagen, dejando únicamente el logo de TIM por ser el único accionista.
Ese mismo año, TIM decide vender algunas de sus compañías en Sudamérica, entre las que se encuentra Digitel. Es así como en noviembre, Digitel TIM recibe la primera carta de intención de compra de manos de CANTV, por un monto de $450 millones, intención que fue rechazada por CONATEL y PROCOMPETENCIA alegando evitar lesiones a la libre competencia.

### Digitel GSM
Durante 2005, específicamente desde agosto, hubo especulaciones y rumores de la intención de compra de la corporación por parte de Carlos Slim de América Móvil por un monto de $500 millones, pero Oswaldo Cisneros estaba negociando la compra desde comienzos de ese año, ganado la puja de la compra de la compañía.
Es así como el holding venezolano Telvenco S.A. (Grupo Oswaldo Cisneros: 67,05 %; Grupo Raj Singh: 16,85 %; Grupo Gill: 16,10 %) se hace acreedor de la compañía en enero de 2006, por un monto de $425 millones, cambiando el nombre de la compañía a Digitel GSM y fusionándose con las otras dos compañías GSM venezolanas (Digicel e Infonet) en julio y septiembre respectivamente, formando de esta manera, la única compañía 100 % GSM de Venezuela.
En 2017, se empezó el proceso de desprogramación y eliminación de la red 2G, por altos costes de operación y mantenimiento, la cual fue completada afectando a miles de usuarios durante el mes de mayo de 2022.[cita requerida]

## Servicios

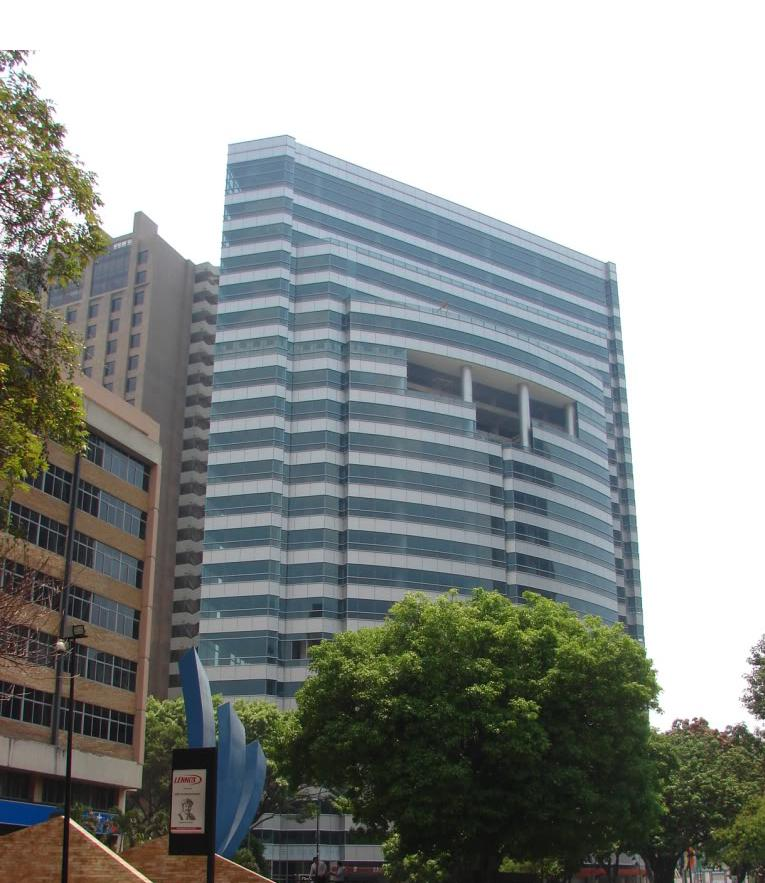
Torre Digitel en Caracas.

En octubre de 1999, Digitel lanza al mercado venezolano la tecnología GSM. Esta tecnología tiene como principal característica el uso de la tarjeta SIM (Subscriber Identity Module), que almacena todos los datos del usuario: número telefónico, planes y servicios contratados. Digitel cierra el año 1999 con 15.000 usuarios.
En 2000, Digitel lanza el servicio que representó en su momento el mayor avance con respecto al resto de las compañías del mercado: la mensajería de texto. También ese año, Digitel pone en funcionamiento el segundo switch e inicia operaciones comerciales en la ciudad de Valencia. El año 2000 cierra con más de 250.000 usuarios.
En 2002, Digitel TIM realiza la firma de acuerdos de interconexión para la plataforma de mensajería de texto con las empresas Telcel y Movilnet y la compañía obtiene el premio como Mejor Proyecto Financiero de Sudamérica, otorgado por la Revista Latin Finance. Para el cierre del año, la telefónica contaba con más de 800.000 usuarios.
En 2004, obtiene el premio P&M a la mejor empresa de Telecomunicaciones del país, e introdujo el concepto de los Puntos Integrales de Comunicación (PIC). Al cierre de 2004, la empresa contaba con 1.400.000 clientes.
En 2006, se realiza la fusión con las otras dos operadoras con el estándar GSM. Es así como en julio los clientes de la Red 417 se integran a la Red 412, mientras que en septiembre lo hacen los clientes de la Red 418, dando por concluido el proceso de integración de las plataformas tecnológicas.
En 2007, Digitel GSM se concentra en mejorar la Atención al Cliente y llegar a todas las ciudades importantes del país, expandiendo de manera significativa los Centros de Atención al Cliente (CDA) y sus Agentes Autorizados (AA), contando con más de 30 CDA y más de 900 AA a lo largo y ancho del país, con una cobertura de 85 % en las principales ciudades, cerrando el año con más de 5.000.000 de usuarios y un switch nuevo en la ciudad de San Cristóbal para mejorar el servicio en la Región Andina.
En 2009, se realiza el lanzamiento del servicio Banda Ancha Móvil (BAM), con velocidades topes de 3,6 Mbps, a través de un dispositivo módem USB para computadoras portátiles y residenciales. En junio de ese mismo año se realizaría el lanzamiento del 3G para equipos móviles, no pudiéndose realizar dicho lanzamiento por incompatibilidades de las 3 redes (Digitel TIM, Infonet y Digicel), en cuanto a los enlaces de servicios de navegación móvil en los teléfonos inteligentes. El año culmina con más de 7.000.000 de clientes.
Entre 2010 y 2011, Digitel se concentra en el desarrollo de la red 3G, con una inversión aproximada de $200 millones, realizando el despliegue de la Red en los estados centrales del país a través de la empresa Nokia Siemens Networks, poniendo en funcionamiento nuevas estaciones 3G de última tecnología en la Región Oriental a través de la compañía ZTE y realizando el encendido de la red 3G a modo de prueba en los teléfonos móviles en algunos estados del occidente del país a través de la empresa Huawei. Debido a los inconvenientes presentados por esta actualización de redes, la compañía pierde aproximadamente 600.000 suscriptores y cierra el año 2011 con 6.400.000 usuarios.
El año 2012 comienza con el despliegue de la tecnología HSPA+ a nivel nacional, que ofrece velocidades teóricas máximas de 88 Mbps de bajada y 22 Mbps de subida, con un dispositivo HSPA+.
El año 2014 hasta hoy en día comienza el desarrollo y despliegue de la red 4G LTE en algunos sectores del país, que ofrece velocidades simétricas entre 15 Mbps a 100 Mbps en dispositivos y banda ancha móviles compatibles con 4G [cita requerida]
En 2022, se inicia la implementación de un nuevo servidor BSS para posteriormente implementar y desplegar la tecnología de la E-SIM en todos los centros de atención de la zona de Caracas (Torre La Castellana, C.C.C.T, Metrocenter y Chacaíto) para posteriormente desplegarla a nivel nacional y junto con esto se realiza la eliminación final para la obsoleta red 2G.[cita requerida]